# Kuk (Cetingrad)
Kuk is een plaats in de gemeente Cetingrad in de Kroatische provincie Karlovac. De plaats telt 7 inwoners (2001).